# Antepipona seyrigi
Antepipona seyrigi är en stekelart som först beskrevs av Giordani Soika 1941.  Antepipona seyrigi ingår i släktet Antepipona och familjen Eumenidae. Inga underarter finns listade i Catalogue of Life.